# Biom
Biom představuje dílčí oblast biosféry, charakterizovanou určitým typem biotických a abiotických podmínek – zejména klimatickými a hydrologickými faktory a půdními a geologickými poměry, které dávají vznik určitým charakteristickým typům rostlinných a živočišných společenstev.
Suchozemské biomy jsou definovány podle globálního rozšíření vegetačních typů, které jsou určovány globálním klimatem, půdou a dalšími fyzikálními faktory prostředí. Biom se skládá z klimaxových ekosystémů a všech přidružených vývojových nebo degradačních stadií ekosystémů včetně ekosystémů pozměněných nebo vytvořených člověkem. Vymezení biomu je tedy založeno na potenciálním vegetačním typu. To umožňuje definování biomů na velkých souvislých oblastech a tím se liší biomy od jiných klasifikačních systémů založených na habitatech (biotopech) v aktuálním stavu.

## Členění současných biomů
Historicky existuje několik typů členění biomů, které se v mnoha ohledech liší. Jejich oblíbenost v různých kulturních a zeměpisných oblastech často závisí na místních geografických podmínkách a historii oblasti.
Například ve střední Evropě je populární systém členění biomů dle Tischlera, který rozlišuje 9 suchozemských biomů: Hylaea (tropické deštné lesy), Skleraea (tropické a subtropické suché lesy a lesosavany), Silvaea (opadavé a smíšené lesy mírného pásu), tajga (severské a horské jehličnaté lesy), lesotundra (přechodné pásmo mezi biomem tajgy a tundry), tundra, stepi, pouště a polopouště a Litoraea (trvale nebo dočasně zaplavená území). Tento systém je ale zase opomíjen anglosaskými vědci, zjednodušuje totiž velmi členění vodních biomů pouze na biom volného oceánu a biom šelfových moří, což je sice ve středoevropských podmínkách pochopitelné, ale pro vědce námořních mocností nedostatečné.
V současné době se ve světě postupně prosazuje jednotná klasifikace biomů a biogeografických oblastí vytvořená odborníky z Světového fondu na ochranu přírody (WWF) a nazvaná Global 200.

### Mezinárodní členění dle WWF[1]

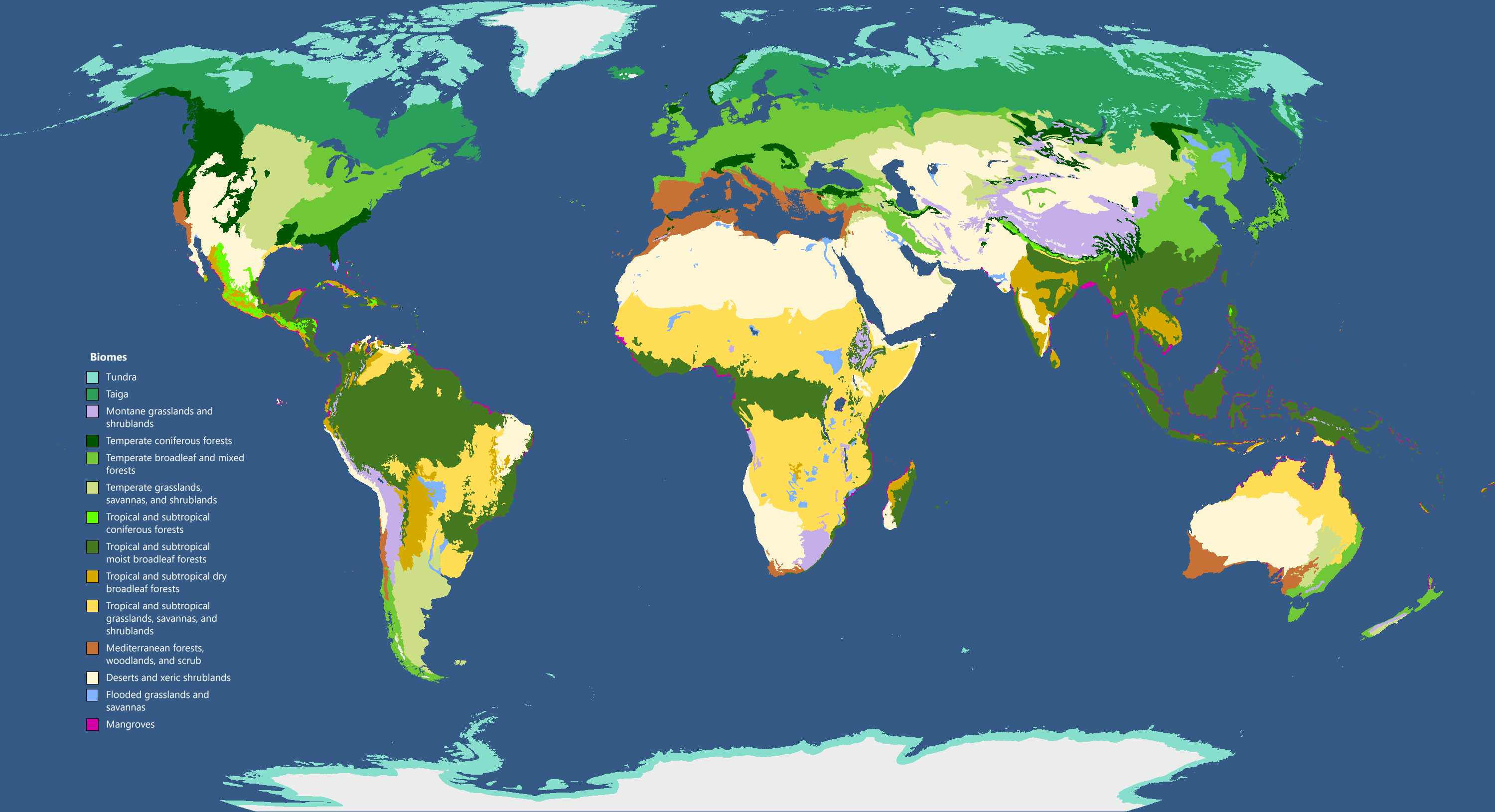
Současné rozmístění suchozemských biomů podle WWF

Tato klasifikace z roku 1998 rozlišuje 14 suchozemských, 12 sladkovodních a 5 mořských biomů (ekoregionů).
Suchozemské biomy
1. Tundra
2. Subpolární lesy (tajga)
3. Vysokohorské trávníky a křoviny
4. Jehličnaté lesy mírného pásma
5. Listnaté a smíšené lesy mírného pásma
6. Trávníky, savany a křoviny mírného pásma
7. Tropické a subtropické jehličnaté lesy
8. Tropické a subtropické vlhké listnaté lesy
9. Tropické a subtropické suché listnaté lesy
10. Tropické a subtropické trávníky, savany a křoviny
11. Středomořské lesy a křoviny
12. Pouště a suché křoviny
13. Mokřadní trávníky a savany
14. Mangrovy

Sladkovodní biomy
1. Velká jezera
2. Velké říční delty
3. Polární řeky a jezera
4. Vysokohorské řeky a jezera
5. Pobřežní řeky mírného pásma
6. Lužní řeky a mokřady mírného pásma
7. Horské řeky mírného pásma
8. Tropické a subtropické pobřežní řeky
9. Tropické a subtropické lužní řeky a mokřady
10. Tropické a subtropické horské řeky
11. Vysychavé řeky a bezodtoká jezera
12. Oceánské ostrovy

Mořské biomy
1. Polární moře
2. Šelfy a moře mírného pásma
3. Upwelling mírného pásma
4. Tropické upwelling
5. Tropická korálová moře

## Biomy v minulosti

Biomy na Zemi během posledního maxima doby ledové (před 15 až 25 tisíci lety).